# Pastazidia monotypica
Pastazidia monotypica är en mångfotingart som beskrevs av Kraus 1960. Pastazidia monotypica ingår i släktet Pastazidia och familjen fingerdubbelfotingar. Inga underarter finns listade i Catalogue of Life.